# Plectocarpon encausticum
Plectocarpon encausticum är en lavart som först beskrevs av William Nylander och fick sitt nu gällande namn av Rolf Santesson. 
Plectocarpon encausticum ingår i släktet Plectocarpon och familjen Roccellaceae. Arten är reproducerande i Sverige.